# 圣雅克德萨雷
圣雅克德萨雷（法語：Saint-Jacques-des-Arrêts，法語發音：[sɛ̃ ʒak dez‿aʁɛ]）是法国罗讷省的一个旧市镇，属于索恩河畔自由城区。2019年，圣雅克德萨雷与临近的7个市镇合并为新市镇德格罗讷。

## 地名
缩合冠词“des”发音为[de]，在《法汉译音表》中对应“代”字，但其仅在“圣莫代福塞”（Saint-Maur-des-Fossés）等少数地名中译作“代”，《世界地名翻译大辞典》、《世界地名译名词典》和《法国地图册》等主流地名译名类书籍资料中多译作“德”。

## 地理
圣雅克德萨雷（46°15'21"N, 4°35'51"E）面积7.47 平方千米，位于法国奥弗涅-罗讷-阿尔卑斯大区罗讷省，该省份为法国中东部省份，北起顺时针与索恩-卢瓦尔省、安省、里昂大都会、伊泽尔省和卢瓦尔省接壤。
与圣雅克德萨雷接壤的市镇（或旧市镇、城区）包括：格罗讷河畔热尔莫勒、桑沃、瑞列、乌鲁、圣马梅尔、特拉德。
圣雅克德萨雷的时区为UTC+01:00、UTC+02:00（夏令时）。

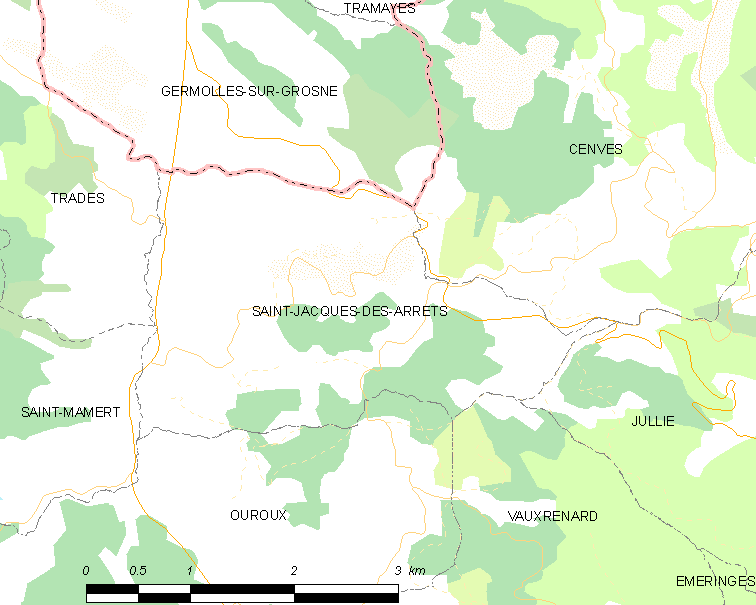
圣雅克德萨雷的OSM定位图

## 行政
圣雅克德萨雷的邮政编码为69860，INSEE市镇编码为69210。

## 政治
圣雅克德萨雷所属的省级选区为蒂济莱布尔县。

## 人口

1962-2008年间圣雅克德萨雷人口变化图示

圣雅克德萨雷于2018年1月1日时的人口数量为119人。